# ヤニねこ
『ヤニねこ』は、にゃんにゃんファクトリーによる日本の漫画作品。Twitterで投稿されていたものが話題となり、『週刊ヤングマガジン』（講談社）にて特別掲載され、好評を受け連載化された。
「人間」と「獣人」が共に存在する世界の「にゃがみ原市」にある安アパートを舞台に、自堕落に暮らすタバコが大好きな猫耳少女「ヤニねこ」と、同じアパートの住民・友人らの生活を描くコメディ作品。
2024年8月、「次にくるマンガ大賞 2024」コミックス部門にて13位を獲得。

## 登場人物

### 主人公と家族
ヤニねこ
本作の主人公。年齢は21歳で、本名は「佐藤ヤニ子」。かなりのヘビースモーカーで、主に吸っているタバコはメビウス10mg。一人称は「ニャー」で「ニャーはなんにも悪いことしてないのに」が口癖。スタイルは良く、一見すると巨乳美人だが、大量喫煙に加え、ジャンクフード・酒・コーヒーを暴飲暴食するなどの乱れた生活習慣から、酷い悪臭を放っている。近所の子供達からも「ヤニカス」と呼ばれている。実家を離れアパートで暮らしている。日雇いバイトで収入を得ているが、水道を料金未納で止められていたり、何度も部屋からボヤを出すような生活をしている。
妹子
ヤニねこの妹で女子高校生。本名は「佐藤妹子」。タバコ嫌いであり、家庭内に禁煙のルールを布いている。常識的な感性を持っており、学校では勉強・スポーツ共に成績優秀で、男子からの人気も高い。姉に対しては辛辣なこともあるが、基本的には仲良しで姉思いである。
静江
ヤニねこと妹子の母親。本名は「佐藤静江」。ヤニねこ同様のヘビースモーカーだが、家庭内は禁煙という体裁を守っている。ヤニねこを溺愛している。夫（ヤニねこ・妹子の父親）は故人であり、家には遺影が置かれている。

### アパートの住人
ヤクねこ
ヤニねこの後輩で後輩口調を使って話す。年齢は20歳で、本名は「益子」。違法な薬物に手を出していると思われる言動をしているが、日常的な行動はむしろ常識人寄りである。前科持ちであることが示唆されており、それが原因でアルバイトをクビになったこともある。繊細な心の持ち主で礼儀正しい一方で、格闘技の技のような動きでハメねこを制圧するなど腕っ節は強いようである。
ハメねこ
ヤニねこの友人。本名は自称「ゆるふわアナル天使ハメ子」。電子タバコを吸っている。ヤクねことは高校の同級生だった。格闘ゲームに強くハメキャラを愛用している。動画配信者で「ハメちゃんねる」と題するチャンネルを持っており、いつも動画撮影をしている。アイドルのように愛嬌を振りまく一方で、キレやすい性格である。
カンサイねこ
ヤニねこの友人。町田の大学に通う大学生で、本名は「西薫子」。吸っているタバコはピアニッシモ。関西出身で関西弁を喋る。ロングヘアーの美人でかつ比較的常識人ではある。笑いを取ることに対して極めてどん欲であるものの、ギャグのセンスは残念。
アルねこ
ヤニねこの友人。年齢は24歳の大学生で、本名は「アル子」。大学生であるが、見た目は小学生ほどの小柄な人物。酒好きのアルコール中毒者であり、いつもチューブで酒瓶等から酒を飲んでいる。非喫煙者。酔うと徘徊する癖がある。
ペンペンねこ
ヤニねこの友人の路上生活者。本名は「ナズナ」。世俗的な物事を嫌う世捨て人のように表面上は振る舞っている。元々は河川敷でテント暮らしをしていたが、台風で川が氾濫したたがテントを流され、アパートの敷地内に住み着くようになった。
マンカス
ヤニねこらと同じアパートに住むプロの漫画家。ペンネームは「おちんぽ達郎」で、本名は「辰野沙織」。獣人ではない普通の人間で、ハイライト・メンソールを吸うヘビースモーカー。「ニャングマガジン」に連載を持ち、エロ漫画も描いている。プロ作家ではあるがあまり売れておらず生活は荒んでおり、アシスタントがいないためにヤニねこや獣人派遣サービスの手を借りて執筆をしている。職業柄か、歪んだ性癖の持ち主。
デブねこ
田舎からアパートに越してきた。アパートの住民では初めての未成年で本名は「小出文」。太めの体格で心優しい少女だが、異常な食欲と凄まじい怪力を持ち合わせている。
大家
ヤニねこ達が住むアパートの大家でハゲ頭の男性。本名は「大谷おう也」。非喫煙者で独身。口が悪く、自堕落極まりない生活態度のヤニねこらに対して厳しく当たることも多いが、面倒見は良い。消防団にも所属するなど善良な常識人だが、実は重度のケモナーで、ヤニねこ達の卑猥な妄想でオナニーを欠かさず、獣人型のダッチワイフを所有し愛用している他、ヤニねこら獣人の何気ない性的な仕草や姿などで瞬時に激しく勃起してしまう。幼少時に喫煙者である父親から虐待されていたようで、タバコに対してトラウマがある。

### その他の登場人物
カンサイ弟
カンサイねこの弟。本名は「西春蘭」。本作の登場人物では唯一の男性型獣人でチャラ男のような容姿をしている。
字書きねこ
妹子の同級生でアパートに出入りしている。本名は「賀来詠子」。小説家を目指しており、小説投稿サイトで自作小説を公開しているものの、執筆よりSNSをしている時間のほうが長いなど、小説制作は今ひとつ。

## 書誌情報
- にゃんにゃんファクトリー 『ヤニねこ』 講談社〈ヤンマガKCスペシャル〉、既刊9巻（2025年8月6日現在）
  1. 2023年8月4日発売[6]、ISBN 978-4-06-532350-2
  2. 2023年11月6日発売[7]、ISBN 978-4-06-533630-4
  3. 2024年2月6日発売[8]、ISBN 978-4-06-534615-0
  4. 2024年5月7日発売[9]、ISBN 978-4-06-535598-5
  5. 2024年8月6日発売[10]、ISBN 978-4-06-535598-5
  6. 2024年11月6日発売[11]、ISBN 978-4-06-537452-8
  7. 2025年2月6日発売[12]、ISBN 978-4-06-538464-0
  8. 2025年4月28日発売[13]、ISBN 978-4-06-539491-5
  9. 2025年8月6日発売[14]、ISBN 978-4-06-540533-8